# Kindereisenbahn Rustawi
| Streckenverlauf                                                                                         |                     |             |             |
| Streckenlänge:                                                                                          | 5 km                |             |             |
| Spurweite:                                                                                              | 750 mm (Schmalspur) |             |             |
| |                     |             |             |
| \| \| \| \| \| \| \| \| \| \| \| \| \| Bahnhof \| \| \| \| \| Stahlbrücke \| \| \| \| \| \| \|          |                     |             |             |
| Strecke von links (außer Betrieb) · Strecke quer (außer Betrieb) · Strecke von rechts (außer Betrieb)   |                     |             |             |
| Strecke (außer Betrieb) · Strecke (außer Betrieb)                                                       |                     |             |             |
| Bahnhof (Strecke außer Betrieb) · Strecke (außer Betrieb)                                               |                     | Bahnhof     | Bahnhof     |
| Brücke über Wasserlauf (Strecke außer Betrieb) · Strecke (außer Betrieb)                                |                     | Stahlbrücke | Stahlbrücke |
| Strecke nach links (außer Betrieb) · Strecke quer (außer Betrieb) · Strecke nach rechts (außer Betrieb) |                     |             |             |

Die Kindereisenbahn Rustawi (russisch детской железной дороги Рустави) war eine etwa fünf Kilometer lange schmalspurige Kindereisenbahn bei der georgischen Stadt Rustawi. Die Bahn war vom 19. Juli 1987 bis Ende der 1990er Jahre in Betrieb.

## Geschichte
Die Kindereisenbahn lag in der stellenweise sumpfigen Flussaue des Flusses Kura zwischen der Altstadt und Neustadt von Rustawi. Das Lokomotivdepot befand sich in einem Tunnel unter einem Hügel. Die Kindereisenbahn wurde sehr viel später als die meisten sowjetischen Pioniereisenbahnen am 19. Juli 1987 eröffnet und wurde wohl wie andere Pioniereisenbahnen von Jungpionieren im schulpflichtigen Alter unter Aufsicht von Erwachsenen betrieben.
Der Initiator des Baus der Kindereisenbahn war Nodari Pozchischiwili (Нодари Поцхишвили), der stellvertretende Direktor für den Eisenbahntransport des Hüttenwerks in Rustawi. Er hatte bereits viele Jahre zuvor am 6. November 1967 in der gleichen Position im Stahlwerk der ukrainischen Stadt Altschewsk die Kindereisenbahn Kommunarsk gegründet. 1984 zog Pozchischiwili nach Georgien und blieb seinem Traum treu. Er schlug vor, in Rustavi eine Kindereisenbahn zu bauen. Im Jahr 1985 wurde die Idee vom ersten Sekretär des Stadtkomitees der KPdSU, Schiuli Schartawa, unterstützt und das Planung der Streckenführung begann. Am 1. Februar 1986 fand die feierliche Grundsteinlegung auf dem Gelände der zukünftigen Kindereisenbahn statt.
Im Februar 1987 erfolgte ein Probelauf des ersten Zuges, für Fahrgäste wurde die Strecke jedoch erst im Juli 1987 eröffnet. Über das weitere Schicksal der Kindereisenbahn ist wenig bekannt, weil sie nicht Teil des staatlichen Eisenbahnsystems war und daher nicht in die offizielle Statistik aufgenommen wurde. Spätestens seit Ende der 1990er Jahre war sie nicht mehr in Betrieb. Die Gleise sind teilweise demontiert, aber einige Schienenfahrzeuge sind noch erhalten.
Ab 5. Oktober 2002 plante der Georgisch-Amerikanische Club, einen großen Kultur- und Unterhaltungskomplex Park Iowa (Парк Айова) im Bereich der Kindereisenbahn anzulegen und diese zu renovieren. Ab Anfang 2003 wurden Bahnhofsgebäude und die Schienenfahrzeuge neu gestrichen, das Gelände des Parks gereinigt und die Landschaftsgestaltung aufgenommen. Die weitere Umsetzung des Projekts ist aber ins Stocken geraten und es wurden noch keine neuen Schienen verlegt.

## Schienenfahrzeuge
- 1 Dampflokomotive Gy
- 1 Diesellokomotive vermutlich der SŽD-Baureihe ТУ4
- 2 offene Personenwagen aus umgebauten Pafawag-Wagen[2]